# 러시: 스트리트 레이서
《러시: 스트리트 레이서》(러시아어: Стритрейсеры)는 2008년 공개된 러시아의 영화이다.

## 출연

### 주연
- 알렉세이 차도프
- 마리나 알렉산드로바
- 엘비라 볼고바
- 스타니슬라브 본다렌코

### 조연
- 니콜라이 친다이킨
- 레브 프리구노브
- 알렉세이 구스코프

## 기타
- 시각효과: 아르카디 더비닌